# Berche
Berche és un municipi francès situat al departament del Doubs i a la regió de Borgonya - Franc Comtat. L'any 2007 tenia 432 habitants.

## Demografia

### Població
El 2007 la població de fet de Berche era de 432 persones. Hi havia 174 famílies de les quals 30 eren unipersonals (11 homes vivint sols i 19 dones vivint soles), 68 parelles sense fills, 68 parelles amb fills i 8 famílies monoparentals amb fills.
La població ha evolucionat segons el següent gràfic:
Habitants censats

### Habitatges
El 2007 hi havia 177 habitatges, 172 eren l'habitatge principal de la família, 2 eren segones residències i 4 estaven desocupats. 166 eren cases i 11 eren apartaments. Dels 172 habitatges principals, 159 estaven ocupats pels seus propietaris, 11 estaven llogats i ocupats pels llogaters i 2 estaven cedits a títol gratuït; 4 tenien dues cambres, 5 en tenien tres, 37 en tenien quatre i 127 en tenien cinc o més. 152 habitatges disposaven pel capbaix d'una plaça de pàrquing. A 76 habitatges hi havia un automòbil i a 90 n'hi havia dos o més.

### Piràmide de població
La piràmide de població per edats i sexe el 2009 era:
| Homes | Edats   | Dones |
| ----- | ------- | ----- |
| 0     | 95 o +  | 4     |
| 0     | 90 a 94 | 4     |
| 4     | 85 a 89 | 0     |
| 4     | 80 a 84 | 0     |
| 0     | 75 a 79 | 0     |
| 12    | 70 a 74 | 0     |
| 12    | 65 a 69 | 8     |
| 16    | 60 a 64 | 20    |
| 20    | 55 a 59 | 20    |
| 32    | 50 a 54 | 40    |
| 20    | 45 a 49 | 20    |
| 12    | 40 a 44 | 16    |
| 16    | 35 a 39 | 12    |
| 4     | 30 a 34 | 8     |
| 8     | 25 a 29 | 12    |
| 28    | 20 a 24 | 4     |
| 24    | 15 a 19 | 4     |
| 20    | 10 a 14 | 16    |
| 8     | 5 a 9   | 20    |
| 0     | 0 a 4   | 12    |

## Economia
El 2007 la població en edat de treballar era de 278 persones, 198 eren actives i 80 eren inactives. De les 198 persones actives 187 estaven ocupades (100 homes i 87 dones) i 12 estaven aturades (5 homes i 7 dones). De les 80 persones inactives 50 estaven jubilades, 16 estaven estudiant i 14 estaven classificades com a «altres inactius».

### Ingressos
El 2009 a Berche hi havia 180 unitats fiscals que integraven 459 persones, la mediana anual d'ingressos fiscals per persona era de 20.804 €.

### Activitats econòmiques
Dels 9 establiments que hi havia el 2007, 1 era d'una empresa extractiva, 3 d'empreses de fabricació d'altres productes industrials, 2 d'empreses de construcció, 2 d'empreses de comerç i reparació d'automòbils i 1 d'una empresa de serveis.
Dels 3 establiments de servei als particulars que hi havia el 2009, 1 era un taller de reparació d'automòbils i de material agrícola, 1 fusteria i 1 electricista.

## Poblacions més properes
El següent diagrama mostra les poblacions més properes.